# Salve, Oh Patria
 Salve, Oh Patria!  is het volkslied van Ecuador. De tekst is geschreven door, Juan Leon Mera, later president van het Ecuadoraanse Senaat. De muziek is gemaakt door Antonio Neumane. Het werd officieel het volkslied in 1886.

## Tekst
CORO:
Salve, Oh Patria, mil veces!
¡Oh Patria, Gloria a ti! Gloria a ti!
Ya tu pecho, tu pecho, rebosa
Gozo y paz ya tu pecho rebosa;
Y tu frente, tu frente radiosa
Más que el sol contemplamos lucir,
Y tu frente, tu frente radiosa
Más que el sol contemplamos lucir.
Los primeros los hijos del suelo
Que soberbio, el Pichincha decora
Te aclamaron por siempre señora
Y vertieron su sangre por ti.
Dios miró y aceptó el holocausto
Y esa sangre fue germen fecundo
De otros héroes que atónito el mundo
Vió en tu torno a millares surgir.
a millares surgir,
a millares surgir.
Onafhankelijke staten: Argentinië · Bolivia · Brazilië · Chili · Colombia · Ecuador · Guyana · Paraguay · Peru · Suriname · Uruguay · Venezuela
Afhankelijke gebieden: Falklandeilanden · Frans-Guyana · Zuid-Georgia en de Zuidelijke Sandwicheilanden